# Afrikanischer Hamster
Der Afrikanische Hamster (Mystromys albicaudatus) ist eine Art der Nagetiere, die trotz ihres Namens nicht den Hamstern zugeordnet wird. Ein anderer Name für das Tier ist Weißschwanzratte, und tatsächlich ist es eher ratten- als hamsterartig.
Afrikanische Hamster leben nur in Südafrika und Lesotho. Sie haben eine Kopfrumpflänge von 15 cm, hinzu kommen 7 cm Schwanz. Das Fell ist oberseits graubraun und unterseits weiß. Das Habitat sind Grassavannen und Halbwüsten. Tagsüber versteckt sich der Afrikanische Hamster in Spalten oder in Bauen anderer Tiere und kommt nachts hervor, um Samen und andere Pflanzenteile zu suchen.
Da der natürliche Lebensraum des Afrikanischen Hamsters zunehmend durch Weideland ersetzt wird, wurde während der letzten Jahrzehnte ein Bestandsrückgang um 80 % verzeichnet. Seit 2003 führt die IUCN die Art daher im Status „bedroht“.
Man kennt einige fossile Verwandte aus dem Pliozän und Pleistozän Südafrikas und nimmt heute an, dass der Afrikanische Hamster mit den Hamstern nicht näher verwandt ist, sondern als entfernter Verwandter anderer rein afrikanischer Taxa in die neu aufgestellte Familie der Nesomyidae gehört. In den meisten Systematiken wird er in einer eigenen Unterfamilie Mystromyinae geführt.